# Lehrerseminar Osterburg
Das Lehrerseminar Osterburg (auch Altmärkisches Lehrerseminar) war eine Ausbildungsstätte für angehende Volksschullehrer in Osterburg in der Altmark, damals zu Preußen gehörig. Zur Ausbildungsstätte gehörte neben dem Lehrerseminar selbst eine vorbereitende Präparandenanstalt. Das Lehrerseminar wurde 1821 in Gardelegen gegründet, zog dann nach Osterburg um und bestand dort bis 1925.

## Geschichte
Das Lehrerseminar bezog sich in seiner Traditionsbildung auf die Gründung des Lehrerseminars Gardelegen, die 1821 erfolgte. Später wurde das Lehrerseminar von Gardelegen nach Osterburg verlegt.
Die Präparandenanstalt in Osterburg wurde 1860, oder anderen Angaben zufolge 1858, zur Verbesserung der Vorbildung der angehenden Seminaristen des Königlichen Lehrerseminars gegründet. Die Präparandenanstalt verfügte über drei Jahrgänge, die von Lehrern des Königlichen Seminars und eigens angestellten Präparandenlehrern unterrichtet wurden.
Heinrich Hugo Eckholt prägte von 1870 bis 1894 als Direktor des Königlich-preußischen Schullehrerseminars und der Präparandenanstalt Osterburg die Entwicklung Osterburgs zur Schulstadt.
1922 wurden die letzten Präparanden am Seminar aufgenommen. Im Jahr 1925 wurde das Lehrerseminar aufgelöst.
Die Präparanden waren zwischen 1860 und 1899 privat untergebracht, bis ein Neubau den notwendigen Platz bot. Das Lehrsaalgebäude der Präparandenanstalt befand sich in der Osterburger Wilhelmstraße und wurde 1901 nochmals erweitert. Die Pläne des Alt- und Erweiterungsbau befinden sich im Architekturmuseum der TU Berlin. Heute befindet sich in dem Gebäude das Markgraf-Albrecht-Gymnasium.

## Bekannte Absolventen
- Oskar Benecke (1874–1960), Schulrektor und Heimatforscher
- Ernst Heinrich Bethge (1878–1944), Pädagoge und Schriftsteller
- Otto Karstädt, (1876–1947), Pädagoge
- Richard Meyer (1893–1974), Politiker (NSDAP) und zweiter Bürgermeister von Stendal
- Richard Pflaumbaum (1884–1971), Pädagoge und Historiker